# Prelude to Axanar
Prelude to Axanar (deutsch Auftakt zu Axanar; Arbeitstitel: Star Trek: Prelude to Axanar) ist ein US-amerikanischer Fanfilm aus dem Jahr 2014, der durch eine Crowdfunding-Kampagne auf der Plattform Kickstarter finanziert wurde, bei der 100.000 US-Dollar eingenommen wurden.
Der Kurzfilm, der auf Star Trek von Gene Roddenberry basiert, behandelt im Stil einer Dokumentation Geschehnisse im Vorlauf zu der in Star Trek: The Original Series erwähnten fiktiven Schlacht von Axanar zwischen dem Klingonischen Reich und der Vereinten Föderation der Planeten.

## Handlung
In Form einer historischen Dokumentation der Föderation beschreiben der vulkanische Botschafter Soval, der klingonische Warlord Kharn sowie die Sternenflottenoffiziere Captain Garth, Captain Alexander und die Admirals Ramirez und Travis in Interviews den Kriegsverlauf im Vierjährigen Krieg zwischen der Föderation und den Klingonen, wie sie ihn erlebt haben. Die Schilderung beginnt bei Sternzeit 2241.03, etwa 20 Jahre vor dem Beginn der Fünfjahresmission des Raumschiffs Enterprise unter Captain Kirk. Demnach wurde der Krieg von den Klingonen als Eroberungs- und Vernichtungsfeldzug begonnen und beschert der Sternenflotte auf Grund unterlegener Raumschiffe und Taktik anfangs hohe Verluste.
Erst mit der Ernennung eines neuen Oberkommandierenden namens Ramirez, der den Bau der neuen Ares-Schiffsklasse überwacht und diese schnellstmöglich in das Kampfgeschehen eingreifen lässt, kann die Sternenflotte von reinen Abwehrschlachten zu Offensivaktionen gegen die klingonische Flotte übergehen. Einen wichtigen Wendepunkt stellt dabei die Schlacht bei Cygnus III dar, bei der Captain Garth, Kommandant des Prototyps der Ares-Klasse, den Klingonen und ihren bis dahin überlegenen D6-Kreuzern eine schwere Niederlage beibringt. Im Nachgang dieser Schlacht gelingt es der Sternenflotte drei zuvor von den Klingonen eroberte Systeme zurückzuerobern.
Um die Initiative zurückzuerlangen, setzt das klingonische Reich auf die neuen Schlachtkreuzerklasse D7, der die Sternenflotte zunächst nichts entgegenzusetzen hat, da ihre neuen Schweren Kreuzer der Constitution-Klasse sich noch in den Schiffswerften des Axanar-Systems im Bau befinden. Der Film endet bei Sternzeit 2245.1, kurz vor der Schlacht von Axanar mit dem Eingreifen der ersten drei D7-Kreuzer in das Kriegsgeschehen.

## Produktion
Da die Rechte an der Marke Star Trek bei CBS und Paramount Pictures liegen, dürfen Fanfilme wie Prelude to Axanar keinen Gewinn machen, weshalb Alec Peters zur Finanzierung des Projektes den Weg einer Kickstarter-Kampagne gewählt hat, bei der statt der zunächst als Ziel angepeilten 10.000 über 100.000 US-Dollar eingenommen wurden. Der Film wurde im August 2014 veröffentlicht und kann seither kostenlos auf der Videoplattform Youtube angesehen werden.

### Geplanter Spielfilm
Nach der Veröffentlichung des Kurzfilms Prelude to Axanar starteten die Produzenten eine weitere Kickstarter-Kampagne, bei der über 600.000 US-Dollar für einen auf dem Kurzfilm basierenden Spielfilm mit dem Titel Star Trek: Axanar eingesammelt wurden. Nach einer weiteren Crowdfunding-Kampagne auf der Plattform Indiegogo, bei der bereits über 500.000 US-Dollar eingesammelt wurden, sollte der Film unter Einbeziehung der schon in Prelude to Axanar aufgetretenen Charaktere bis 2016 fertiggestellt werden.

### Rechtsstreit mit Markeninhabern
Ende 2015 verklagten die Rechteinhaber des Star-Trek-Franchises (CBS und Paramount Pictures) die Produzenten des Fanfilms mit der Begründung, dass der Film zu professionell für einen Fanprojekt sei. Im Mai 2016 wurde der Rechtsstreit durch das Eingreifen von J. J. Abrams (Regisseur und Produzent) und Regisseur Justin Lin (Regisseur des offiziellen Star-Trek-Films Star Trek Beyond) beendet. CBS hat daraufhin angekündigt, dass es in Zukunft Richtlinien für Fanfilme („fan film guidelines“) geben soll. Im Juni 2016 ließen Paramount und CBS vor Gericht verlauten, dass trotz der Erklärung durch Abrams, Lin und der Studio-Tweets an einer Copyright-Verletzungsklage festgehalten werde. Im Januar 2017 einigten sich Paramount und CBS mit den Produzenten außergerichtlich.